# Decagonita
La decagonita és un mineral de la classe dels elements natius. Rep el nom per la simetria de la seva estructura.

## Característiques
La decagonita és un aliatge de fórmula química Al₇₁Ni₂₄Fe₅. Va ser aprovada com a espècie vàlida per l'Associació Mineralògica Internacional l'any 2015. Es tracta d'una fase natural d'un quasicristall, i es coneix un anàleg sintètic. No és possible donar valors de cel·les unitat tridimensionals per a aquest mineral.
L'exemplar que va servir per a determinar l'espècie, el que es coneix com a material tipus, es troba conservat a la col·lecció mineralògica del Museu d'Història Natural de la Universitat de Florència, a Itàlia, amb el número de catàleg 3146/I.

## Formació i jaciments
Va ser descoberta al meteorit del Khatirka, trobat al riu Khatirka, dins el massís d'Iomrautvaam, a Koriàkia (Districte Federal de l'Extrem Orient, Rússia). Es tracta de l'únic indret de tot el planeta on ha estat descrita aquesta espècie mineral. Sol trobar-se associada a altres minerals de la sèrie faialita-forsterita.